# Michael Bordt
Michael Bordt (Amburgo, 28 aprile 1960) è un filosofo tedesco.
Attualmente è professore presso la Scuola di Filosofia di Monaco, ed è studioso soprattutto di filosofia antica, in particolare Platone e Aristotele. Dal 2011 è stato il presidente dell'Istituto di Filosofia e leadership a Monaco di Baviera.

## Biografia
Michael Bordt ha studiato teologia e filosofia presso le università di Amburgo, Francoforte e Monaco di Baviera dal 1981 al 1988. La sua tesi ha affrontato il tema del dialogo di Platone.
Nel 1993 ha terminato gli studi in teologia a Monaco di Baviera e Francoforte. Nel 1997 ha conseguito il dottorato di ricerca in filosofia presso l'Università di Oxford con la tesi su Liside di Platone sotto la supervisione di Michael Frede. Ha fondato un circolo chiamato "Aristotele" a Monaco di Baviera nel 1999.
Nel 2001 ha fatto una ricerca presso l'Università di Princeton, dove si è preparato per la sua abilitazione, che ha terminato nel 2004 presso l'Università di Friburgo sulla Teologia di Platone. Dal 1997 Bordt ha lavorato presso la Facoltà di Filosofia di Monaco come professore di filosofia antica e antropologia filosofica così come l'estetica dal 2004. Dal 2005 al 2011 è stato Presidente della Scuola di Filosofia di Monaco. Nel 2011 insegnò presso l'Istituto di Filosofia. Durante il periodo estivo del 2013 ha fatto una visita alle varie scuole, in particolare presso la Columbia University, New York.

## Carriera
La preoccupazione filosofica di Bordt è quello di rispondere alle domande esistenziali, che derivano dall'essere umano, utilizzando i concetti della filosofia analitica (in particolare quelli di Wittgenstein) e antica. Oltre alla sua funzione di professore di filosofia egli mette a disposizione laboratori per persone di rilievo nel campo dell'economia, della politica e della chiesa. Egli offre anche corsi di meditazione e ritiri religiosi

## Opere
- Was uns wichtig ist oder warum die Wahrheit zählt. Gespräche mit Jesuiten über Gerechtigkeit, Verantwortung und Spiritualität (Hrsg.), München 2010
- Was in Krisen zählt, München 2009
- Platons Theologie, Freiburg 2006
- Aristoteleś Metaphysik XII. Übersetzung und Kommentar, Darmstadt 2006
- Platon, Herder-Spektrum, Reihe ‚Meisterdenker‘, Freiburg 1999 (Übersetzung ins Koreanische bei EHAK Publishing Co. [2003])
- Die christliche Antwort auf die existentiellen Fragen des Menschen. Zu Franz von Kutscheras neuer Studie Die großen Fragen - Philosophisch-theologische Gedanken, in: Theologie und Philosophie 77 (2002) 110-118.
- Platons Lysis, Übersetzung und Kommentar, in: Ernst Heitsch und Carl Werner Müller (Hrsg.) Platon Werke, Bd. V 4, Göttingen 1998 (= Diss.).
- Beweistheorie, Mathematik und Syllogistik. Zum Problem ihres Verhältnisses in Aristoteles? Zweiten Analytiken, in: Theologie und Philosophie 64 (1989) 23-53.
- Was ist der Mensch, München, Komplett-Media, 2011.
- Philosophische Anthropologie, München, Komplett-Media, 2011.